# Liste der Monuments historiques in Goviller
Die Liste der Monuments historiques in Goviller führt die Monuments historiques in der französischen Gemeinde Goviller auf.

## Liste der Objekte
| Bezeichnung                        | Beschreibung                                           | Standort                      | Kennzeichnung | Schutzstatus | Datum | Bild |
| ---------------------------------- | ------------------------------------------------------ | ----------------------------- | ------------- | ------------ | ----- | ---- |
| Kruzifix                           | Holz, ehemals farbig gefasst, 16. oder 17. Jahrhundert | in der Kirche St-Epvre (Lage) | PM54001561    | Inscrit      | 1997  |      |
| Altarkreuz und sechs Altarleuchter | Bronze, vergoldet, Ende des 18. Jahrhunderts           | in der Kirche St-Epvre (Lage) | PM54000286    | Classé       | 1980  |      |
| Skulptur Johannes der Täufer       | Stein, farbig gefasst, Anfang des 16. Jahrhunderts     | in der Kirche St-Epvre (Lage) | PM54000283    | Classé       | 1965  |      |
| Skulptur eines heiligen Bischofs   | Stein, farbig gefasst, Mitte des 16. Jahrhunderts      | in der Kirche St-Epvre (Lage) | PM54000284    | Classé       | 1965  |      |
| Relief Kreuztragung                | Stein, erste Hälfte des 16. Jahrhunderts               | in der Kirche St-Epvre (Lage) | PM54000285    | Classé       | 1965  |      |